# Meterginus inermipes
Meterginus inermipes is een hooiwagen uit de familie Cosmetidae.